# Nyamabuye (vattendrag i Burundi, Gitega)
Nyamabuye är ett vattendrag i Burundi.   Det ligger i provinsen Gitega, i den centrala delen av landet, 90 km öster om huvudstaden Bujumbura.
Omgivningarna runt Nyamabuye är en mosaik av jordbruksmark och naturlig växtlighet. Runt Nyamabuye är det ganska tätbefolkat, med 185 invånare per kvadratkilometer.